# Verniolle
Verniolle est une commune française située dans le département de l'Ariège, en région Occitanie. Sur le plan historique et culturel, la commune fait partie du pays de l'Aguanaguès ou plaine d'Ariège, parfois appelé basse Ariège, ou piémont ariégeois.
Exposée à un climat océanique altéré, elle est drainée par le Crieu, l'Estaut, la Fage, le ruisseau de la Galage, le ruisseau de l'Egassier et par un autre cours d'eau. La commune possède un patrimoine naturel remarquable composé de deux zones naturelles d'intérêt écologique, faunistique et floristique.
Verniolle est une commune urbaine qui compte 2 381 habitants en 2022, après avoir connu une forte hausse de la population depuis 1975. Elle appartient à l'unité urbaine de Pamiers et fait partie de l'aire d'attraction de Pamiers, mais elle est rattachée au canton du Val d'Ariège, centré sur Varilhes, et appartient à la communauté d'agglomération Pays Foix-Varilhes. Ses habitants sont appelés les Verniollais ou Verniollaises.
Le patrimoine architectural de la commune comprend un immeuble protégé au titre des monuments historiques : le château de Fiches, inscrit en 2005.

## Géographie

### Localisation
La commune de Verniolle se trouve dans le département de l'Ariège, en région Occitanie.
Elle se situe à 13 km à vol d'oiseau de Foix, préfecture du département, et à 4 km de Varilhes, bureau centralisateur du canton du Val d'Ariège dont dépend la commune depuis 2015 pour les élections départementales.
La commune fait en outre partie du bassin de vie de Pamiers.
Les communes les plus proches sont : 
Saint-Jean-du-Falga (1,8 km), La Tour-du-Crieu (2,5 km), Benagues (3,2 km), Coussa (3,2 km), Rieux-de-Pelleport (4,1 km), Varilhes (4,4 km), Saint-Félix-de-Rieutord (4,4 km), Pamiers (4,9 km).
Sur le plan historique et culturel, Verniolle fait partie du pays de l'Aguanaguès ou plaine d'Ariège, parfois appelé basse Ariège, ou piémont ariégeois. Ce pays, dont l'origine remonte probablement à l'époque carolingienne s'applique à la plaine de Pamiers et, par extension, à celle de Saverdun.
Verniolle est limitrophe de six autres communes.
Les communes limitrophes sont  Coussa, La Tour-du-Crieu, Les Pujols, Pamiers, Saint-Jean-du-Falga et Varilhes.
| Pamiers             | La Tour-du-Crieu |            |
| Saint-Jean-du-Falga | Verniolle        | Les Pujols |
|                     | Varilhes         | Coussa     |

### Géologie et relief
La commune est située dans le Bassin aquitain, le deuxième plus grand bassin sédimentaire de la France après le Bassin parisien, la totalité du territoire étant recouverte par des formations superficielles. Les terrains affleurants sur le territoire communal sont constitués de roches sédimentaires datant du Cénozoïque, l'ère géologique la plus récente sur l'échelle des temps géologiques, débutant il y a 66 millions d'années. La structure détaillée des couches affleurantes est décrite dans la feuille « n°1057 - Pamiers » de la carte géologique harmonisée au 1/50 000ème du département de l'Ariège, et sa notice associée.
La superficie cadastrale de la commune publiée par l’Insee, qui sert de références dans toutes les statistiques, est de 11,26 km2,. La superficie géographique, issue de la BD Topo, composante du Référentiel à grande échelle produit par l'IGN, est quant à elle de 11,45 km2. L'altitude du territoire varie entre 312 m et 363 m.

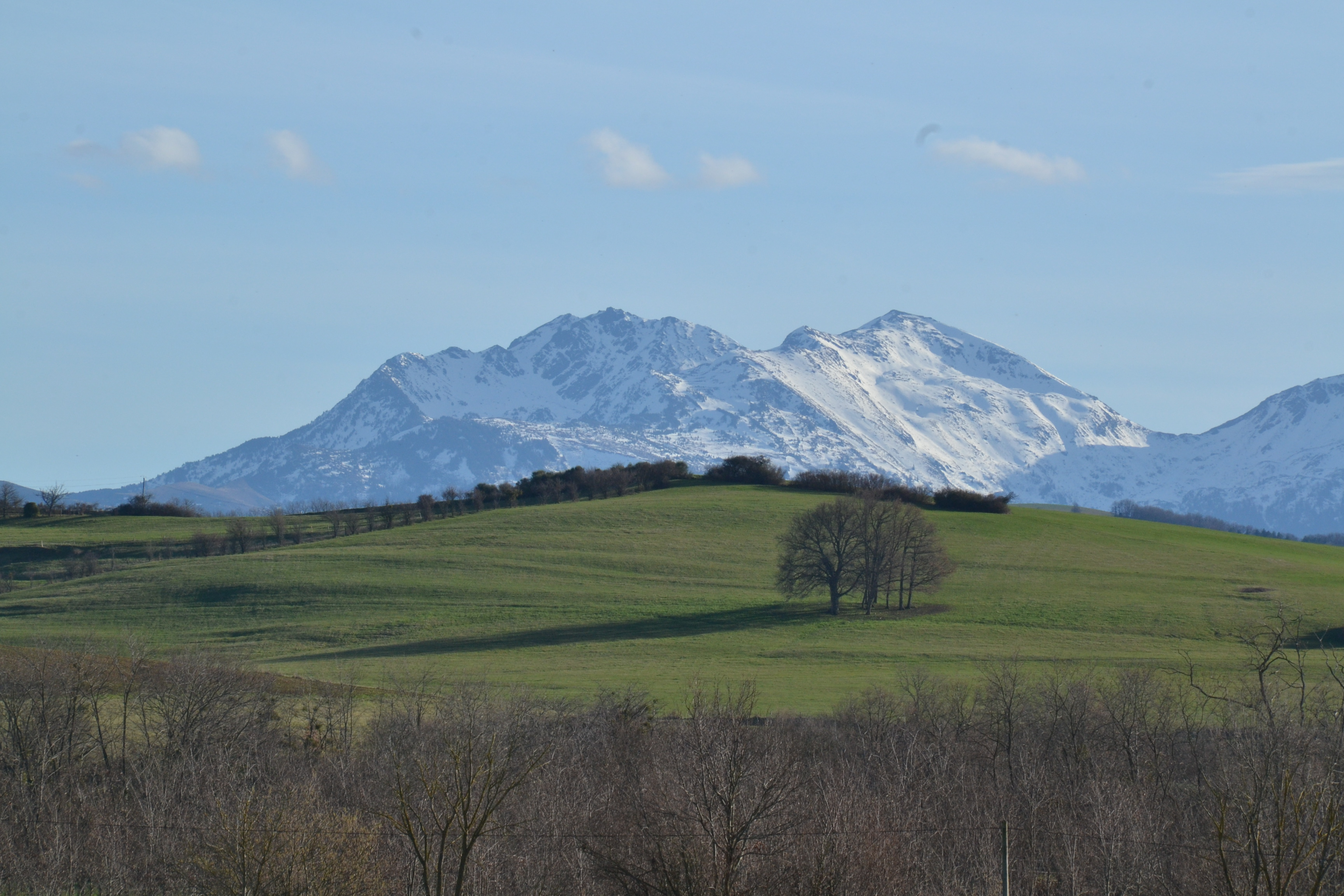
Le massif de Tabe vu depuis Verniolle.
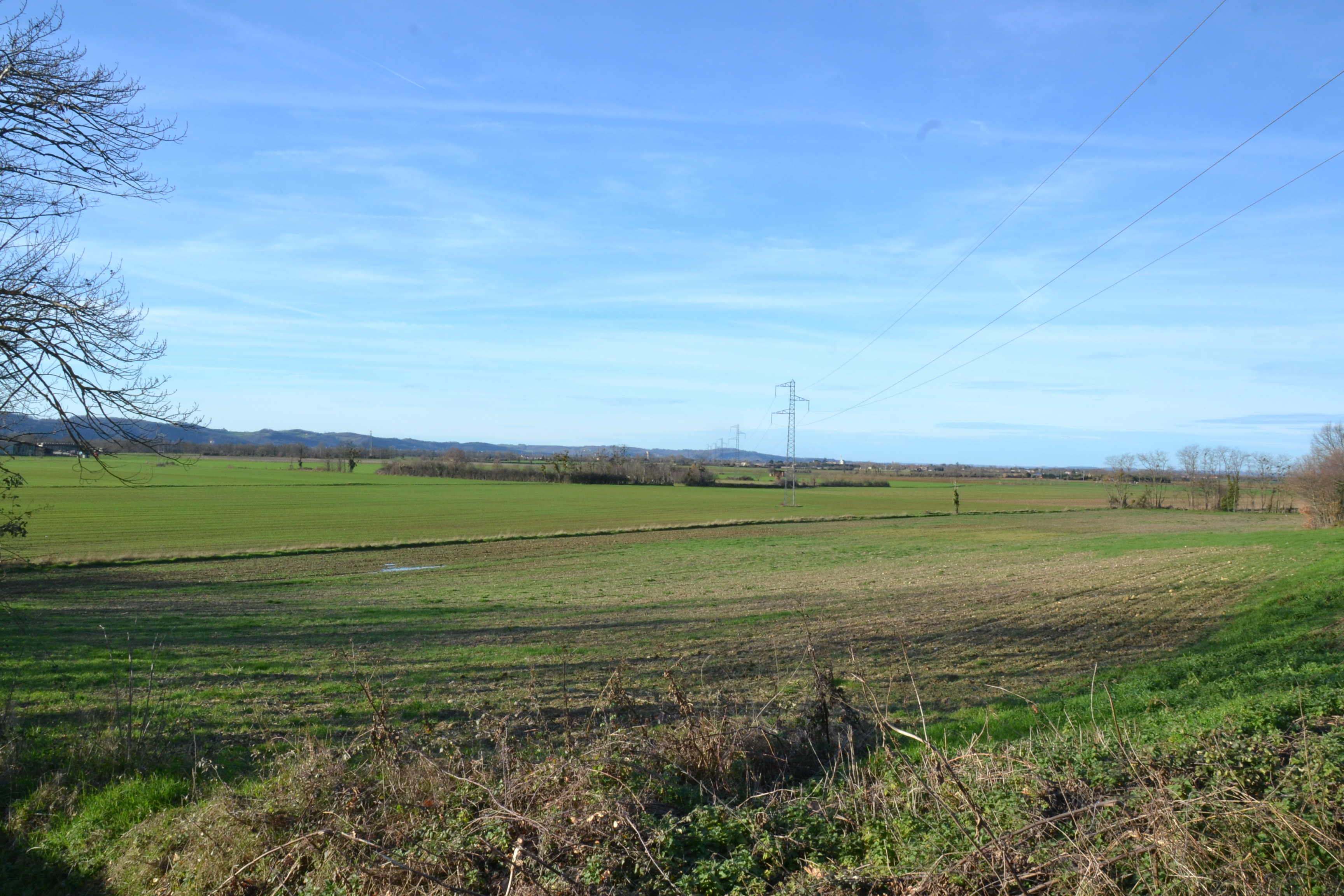
Paysage de la plaine ariégeoise, près de Verniolle.

### Hydrographie

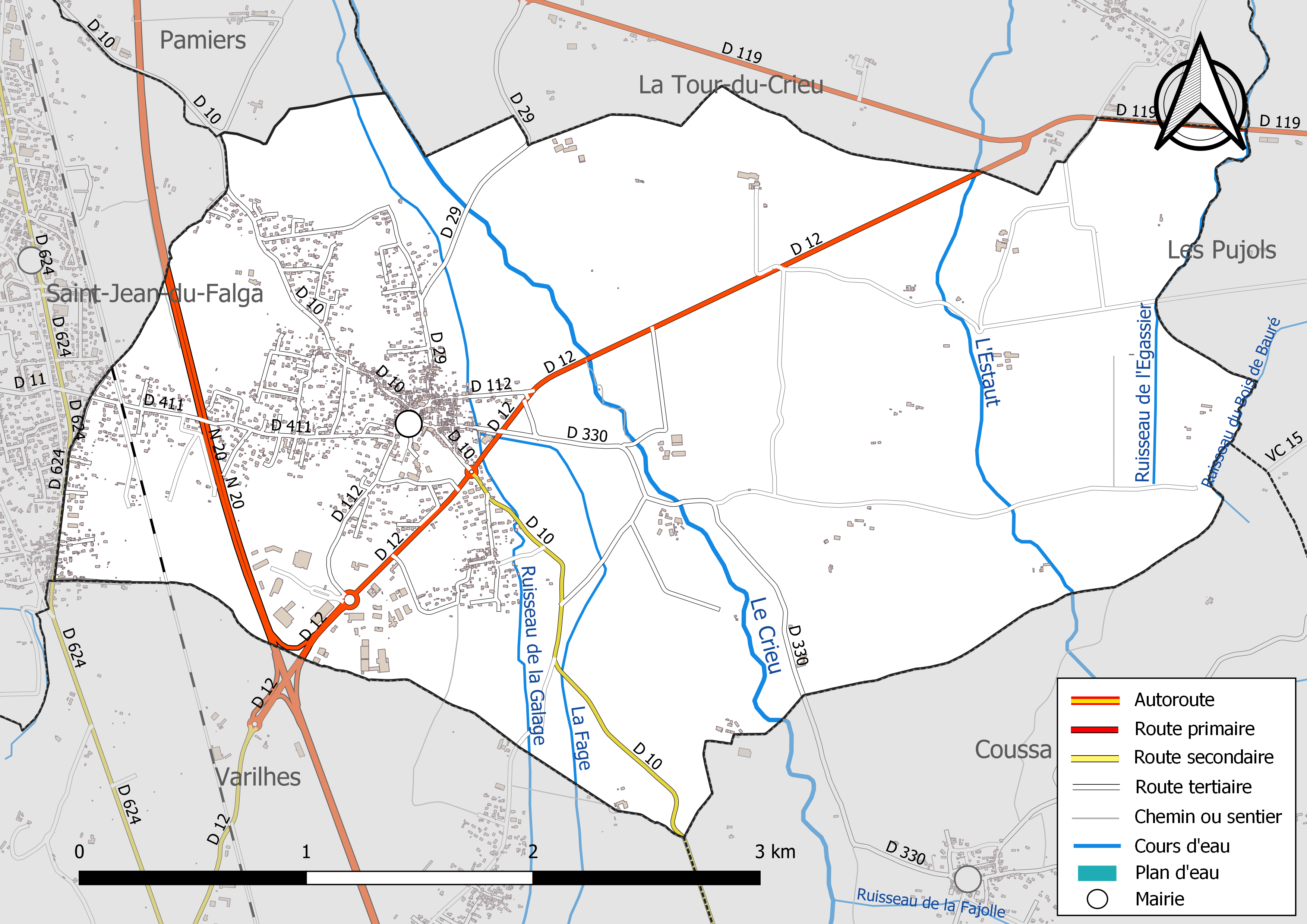
Réseaux hydrographique et routier de Verniolle.

La commune est dans le bassin versant de la Garonne, au sein du bassin hydrographique Adour-Garonne. Elle est drainée par le Crieu, l'Estaut, la Fage, le ruisseau de la Galage, le ruisseau de l'Egassier et le ruisseau du Bois de Bauré, constituant un réseau hydrographique de 13 km de longueur totale,.
Le Crieu, d'une longueur totale de 34,8 km, prend sa source dans la commune de Ventenac et s'écoule du sud vers le nord. Il traverse la commune et se jette dans l'Ariège à Saverdun, après avoir traversé 14 communes.
L'Estaut, d'une longueur totale de 19,5 km, prend sa source dans la commune de Coussa et s'écoule du sud vers le nord. Il traverse la commune et se jette dans l'Hers-Vif à Belpech, après avoir traversé 11 communes.

### Climat
Pour des articles plus généraux, voir Climat de l'Occitanie et Climat de l'Ariège.
En 2010, le climat de la commune est de type climat méditerranéen altéré, selon une étude s'appuyant sur une série de données couvrant la période 1971-2000. En 2020, Météo-France publie une typologie des climats de la France métropolitaine dans laquelle la commune est exposée à un climat de montagne et est dans la région climatique Pyrénées centrales, caractérisée par une pluviométrie annuelle de 1 000 à 1 200 mm.
Pour la période 1971-2000, la température annuelle moyenne est de 12,7 °C, avec une amplitude thermique annuelle de 16 °C. Le cumul annuel moyen de précipitations est de 804 mm, avec 9,1 jours de précipitations en janvier et 5,8 jours en juillet. Pour la période 1991-2020, la température moyenne annuelle observée sur la station météorologique la plus proche, située sur la commune de Montaut à 12 km à vol d'oiseau, est de 13,7 °C et le cumul annuel moyen de précipitations est de 677,1 mm,. Pour l'avenir, les paramètres climatiques de la commune estimés pour 2050 selon différents scénarios d'émission de gaz à effet de serre sont consultables sur un site dédié publié par Météo-France en novembre 2022.

### Milieux naturels et biodiversité
L’inventaire des zones naturelles d'intérêt écologique, faunistique et floristique (ZNIEFF) a pour objectif de réaliser une couverture des zones les plus intéressantes sur le plan écologique, essentiellement dans la perspective d’améliorer la connaissance du patrimoine naturel national et de fournir aux différents décideurs un outil d’aide à la prise en compte de l’environnement dans l’aménagement du territoire.
Une ZNIEFF de type 1 est recensée sur la commune :
les « bosquets de Las Garros à La Pradasse et aérodrome de Pamiers-les-Pujols » (174 ha), couvrant 5 communes du département et une ZNIEFF de type 2, : 
les « basse plaine de l'Ariège et de l'Hers » (7 048 ha), couvrant 14 communes dont 13 dans l'Ariège et 1 dans la Haute-Garonne.

Carte des ZNIEFF de type 1 et 2 à Verniolle.
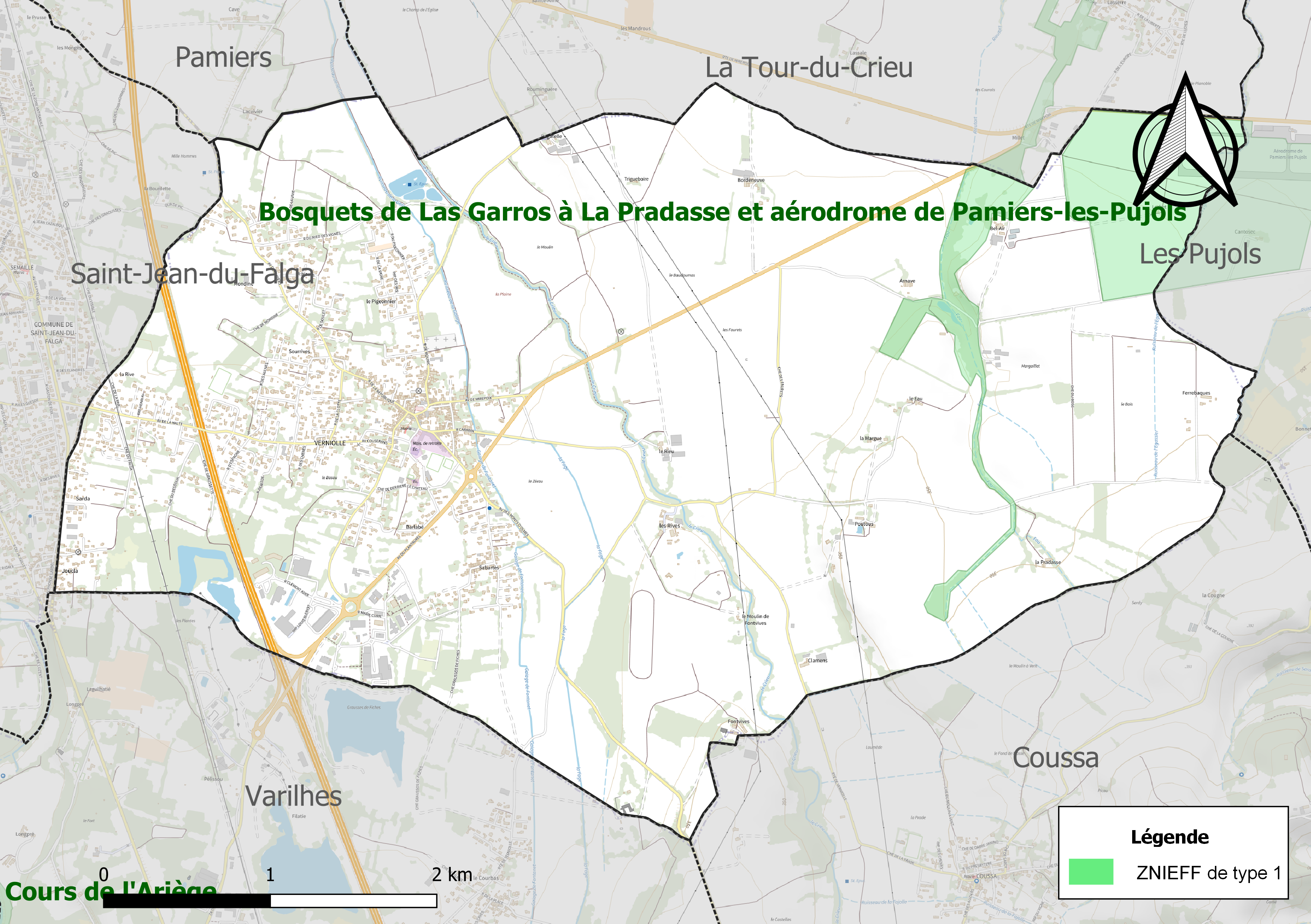
Carte de la ZNIEFF de type 1 sur la commune.
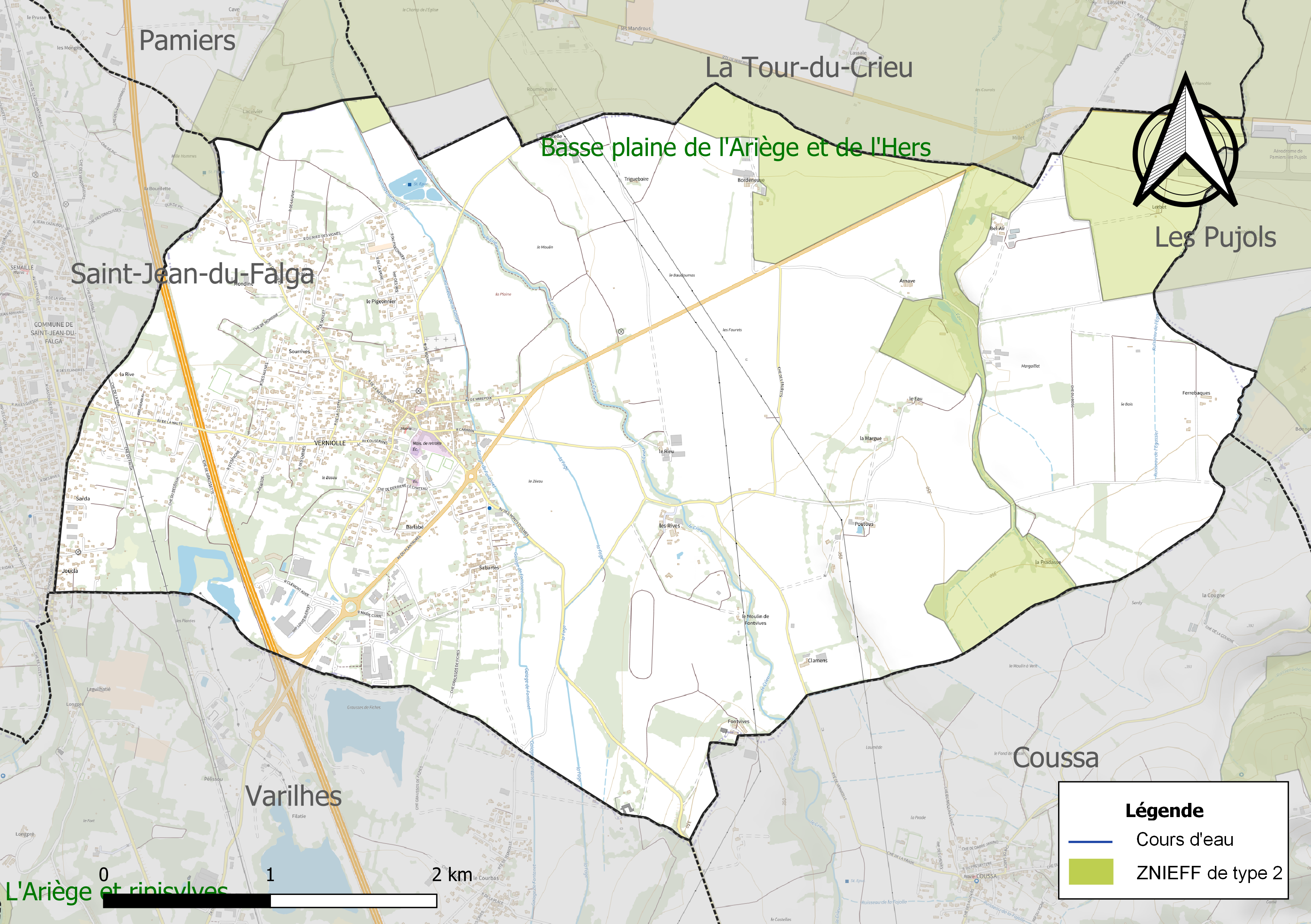
Carte de la ZNIEFF de type 2 sur la commune.

## Urbanisme

### Typologie
Au 1er janvier 2024, Verniolle est catégorisée ceinture urbaine, selon la nouvelle grille communale de densité à 7 niveaux définie par l'Insee en 2022.
Elle appartient à l'unité urbaine de Pamiers, une agglomération intra-départementale dont elle est une commune de la banlieue,. Par ailleurs la commune fait partie de l'aire d'attraction de Pamiers, dont elle est une commune de la couronne,. Cette aire, qui regroupe 52 communes, est catégorisée dans les aires de moins de 50 000 habitants,.

### Occupation des sols

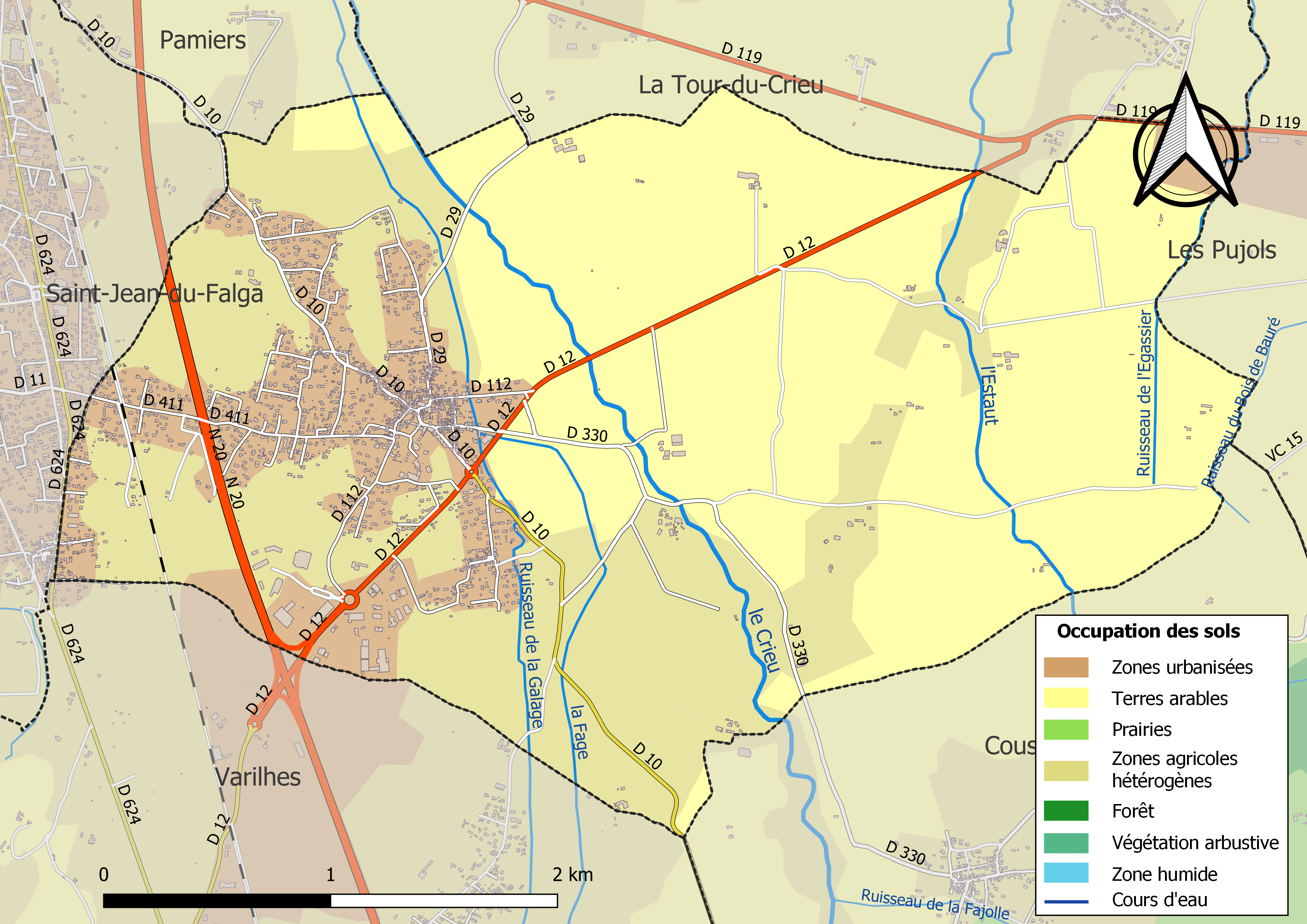
Carte des infrastructures et de l'occupation des sols de la commune en 2018 (CLC).

L'occupation des sols de la commune, telle qu'elle ressort de la base de données européenne d’occupation biophysique des sols Corine Land Cover (CLC), est marquée par l'importance des territoires agricoles (82,7 % en 2018), en diminution par rapport à 1990 (88,9 %). La répartition détaillée en 2018 est la suivante : 
terres arables (51,9 %), zones agricoles hétérogènes (30,8 %), zones urbanisées (12,8 %), zones industrielles ou commerciales et réseaux de communication (3,5 %), mines, décharges et chantiers (1,1 %). L'évolution de l’occupation des sols de la commune et de ses infrastructures peut être observée sur les différentes représentations cartographiques du territoire : la carte de Cassini (XVIIIe siècle), la carte d'état-major (1820-1866) et les cartes ou photos aériennes de l'IGN pour la période actuelle (1950 à aujourd'hui).

### Habitat et logement
En 2018, le nombre total de logements dans la commune était de 1 099, alors qu'il était de 1 045 en 2013 et de 973 en 2008.
Parmi ces logements, 90 % étaient des résidences principales, 2,6 % des résidences secondaires et 7,5 % des logements vacants. Ces logements étaient pour 92,6 % d'entre eux des maisons individuelles et pour 6,9 % des appartements.
Le tableau ci-dessous présente la typologie des logements à Verniolle en 2018 en comparaison avec celle de l'Ariège et de la France entière. Une caractéristique marquante du parc de logements est ainsi une proportion de résidences secondaires et logements occasionnels (2,6 %) inférieure à celle du département (24,6 %) mais supérieure à celle de la France entière (9,7 %). Concernant le statut d'occupation de ces logements, 76,1 % des habitants de la commune sont propriétaires de leur logement (77,3 % en 2013), contre 66,3 % pour l'Ariège et 57,5 % pour la France entière.
| Typologie                                               | Verniolle | Ariège | France entière |
| ------------------------------------------------------- | --------- | ------ | -------------- |
| Résidences principales (en %)                           | 90        | 65,7   | 82,1           |
| Résidences secondaires et logements occasionnels (en %) | 2,6       | 24,6   | 9,7            |
| Logements vacants (en %)                                | 7,5       | 9,7    | 8,2            |

### Voies de communication et transports
Accès par la route nationale 20 sortie  7 : Varilhes, Verniolle, Mirepoix, Carcassonne.
Par le train :  gare de Varilhes, ou gare de Pamiers.
L'aérodrome de Pamiers - Les Pujols est présent à cheval sur la commune et celle des Pujols, mais sans ligne régulière de transport civil.

### Risques majeurs
Le territoire de la commune de Verniolle est vulnérable à différents aléas naturels : inondations, climatiques (grand froid ou canicule), feux de forêts, mouvements de terrains et séisme (sismicité faible). Il est également exposé à un risque technologique, le transport de matières dangereuses,.

#### Risques naturels

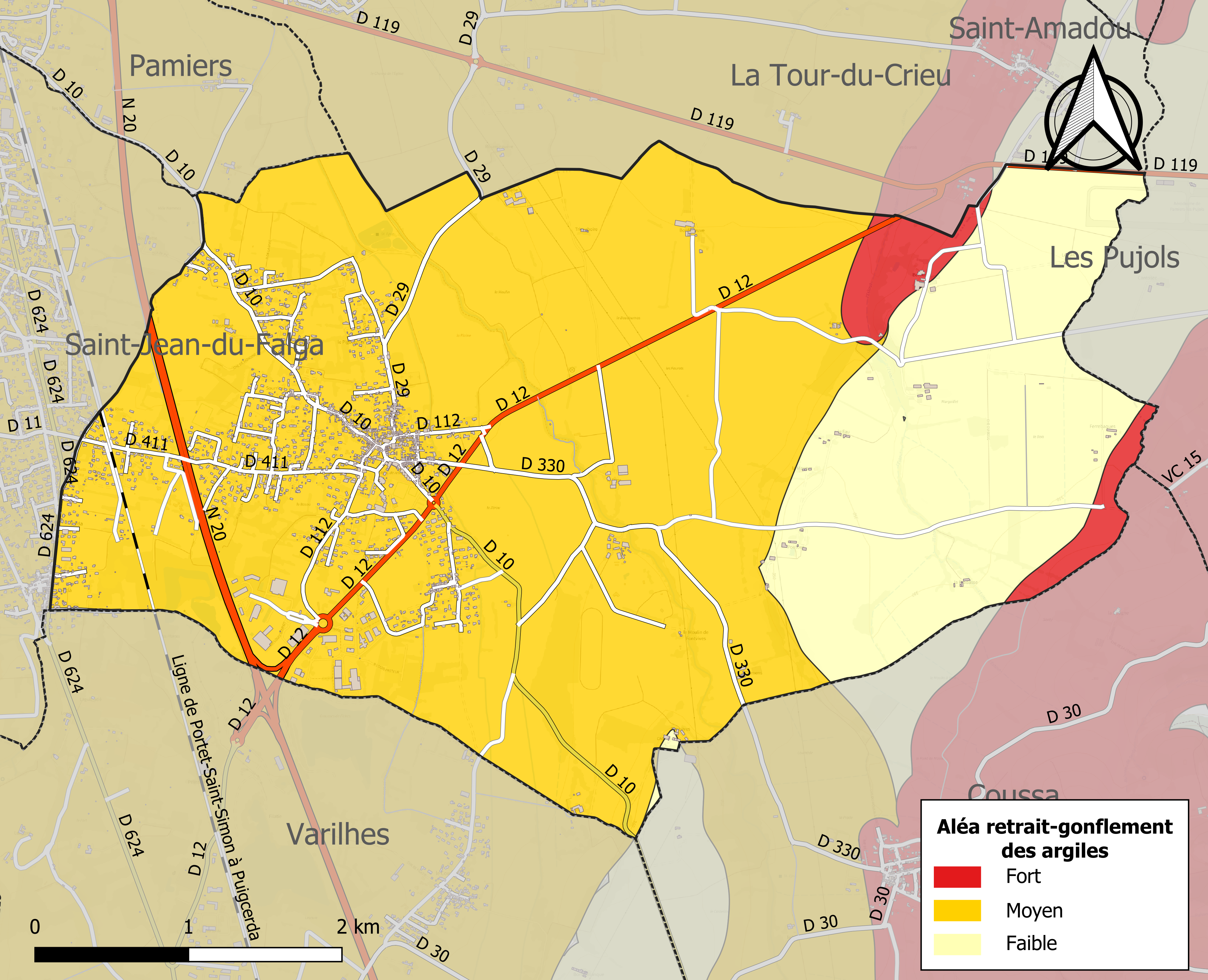
Zonage de l'aléa retrait-gonflement des argiles sur la commune de Verniolle.

Certaines parties du territoire communal sont susceptibles d’être affectées par le risque d’inondation par débordement d'un cours d'eau, le Crieu, ou ruissellement d'un versant.
Les mouvements de terrains susceptibles de se produire sur la commune sont soit des chutes de blocs, soit des glissements de terrains, soit des mouvements liés au retrait-gonflement des argiles. Près de 50 % de la superficie du département est concernée par l'aléa retrait-gonflement des argiles, dont la commune de Verniolle. L'inventaire national des cavités souterraines permet par ailleurs de localiser celles situées sur la commune.
Près de 50 % de la superficie du département est concernée par l'aléa retrait-gonflement des argiles, dont la commune de Verniolle. L'inventaire national des cavités souterraines permet par ailleurs de localiser celles situées sur la commune.
Ces risques naturels sont pris en compte dans l'aménagement du territoire de la commune par le biais d'un plan de prévention des risques (PPR) inondation et mouvement de terrain approuvé le 6 mars 2006.
En juillet 2022, un important feu de forêt a touché une zone de péri-urbaine de 10 hectares. Une dizaine d'habitations ont été protégées par les pompiers ; une seule a été directement touchée.

#### Risques technologiques
Le risque de transport de matières dangereuses par une infrastructure routière ou ferroviaire ou par une canalisation de transport de gaz concerne la commune. Un accident se produisant sur une telle infrastructure est en effet susceptible d’avoir des effets graves au bâti ou aux personnes jusqu’à 350 m, selon la nature du matériau transporté. Des dispositions d’urbanisme peuvent être préconisées en conséquence.

## Politique et administration

### Découpage territorial
La commune de Verniolle est membre de la Communauté d'agglomération Pays Foix-Varilhes, un établissement public de coopération intercommunale (EPCI) à fiscalité propre créé le 16 novembre 2016 dont le siège est à Foix. Ce dernier est par ailleurs membre d'autres groupements intercommunaux.
Sur le plan administratif, elle est rattachée à l'arrondissement de Foix, au département de l'Ariège, en tant que circonscription administrative de l'État, et à la région Occitanie.
Sur le plan électoral, elle dépend du canton du Val d'Ariège pour l'élection des conseillers départementaux, depuis le redécoupage cantonal de 2014 entré en vigueur en 2015, et de la première circonscription de l'Ariège  pour les élections législatives, depuis le redécoupage électoral de 1986.

### Administration municipale
Le nombre d'habitants au recensement de 2011 étant compris entre 1 500 habitants et 2 499 habitants, le nombre de membres du conseil municipal pour l'élection de 2014 est de dix neuf,.

### Liste des maires
| Période                                  | Période       | Identité         | Étiquette | Qualité             |
| ---------------------------------------- | ------------- | ---------------- | --------- | ------------------- |
| avant 1988                               | ? (démission) | Jean Pomiès      |           |                     |
| ?                                        | mars 2001     | André Rougé,     | PS        |                     |
| mars 2001                                | mars 2014     | Robert Pedoussat | DVG       | Retraité            |
| mars 2014                                | mars 2020     | Numen Muñoz      | DVG       | Architecte retraité |
| mars 2020                                | En cours      | Annie Bouby      | PS        | Retraitée           |
| Les données manquantes sont à compléter. |               |                  |           |                     |

## Population et société

### Démographie
L'évolution du nombre d'habitants est connue à travers les recensements de la population effectués dans la commune depuis 1793. Pour les communes de moins de 10 000 habitants, une enquête de recensement portant sur toute la population est réalisée tous les cinq ans, les populations de référence des années intermédiaires étant quant à elles estimées par interpolation ou extrapolation. Pour la commune, le premier recensement exhaustif entrant dans le cadre du nouveau dispositif a été réalisé en 2006.

En 2022, la commune comptait 2 381 habitants, en évolution de +3,07 % par rapport à 2016 (Ariège : +1,48 %, France hors Mayotte : +2,11 %).
| 1793  | 1800  | 1806  | 1821  | 1831  | 1836  | 1841  | 1846  | 1851  |
| ----- | ----- | ----- | ----- | ----- | ----- | ----- | ----- | ----- |
| 1 046 | 1 130 | 1 071 | 1 221 | 1 279 | 1 372 | 1 435 | 1 467 | 1 518 |

| 1856  | 1861  | 1866  | 1872  | 1876  | 1881  | 1886  | 1891  | 1896  |
| ----- | ----- | ----- | ----- | ----- | ----- | ----- | ----- | ----- |
| 1 485 | 1 376 | 1 264 | 1 221 | 1 243 | 1 249 | 1 214 | 1 172 | 1 057 |

| 1901 | 1906 | 1911 | 1921 | 1926 | 1931 | 1936 | 1946 | 1954 |
| ---- | ---- | ---- | ---- | ---- | ---- | ---- | ---- | ---- |
| 975  | 971  | 916  | 923  | 901  | 812  | 787  | 862  | 863  |

| 1962 | 1968  | 1975  | 1982  | 1990  | 1999  | 2006  | 2011  | 2016  |
| ---- | ----- | ----- | ----- | ----- | ----- | ----- | ----- | ----- |
| 967  | 1 142 | 1 302 | 1 540 | 1 836 | 2 022 | 2 199 | 2 355 | 2 310 |

| 2021  | 2022  | - | - | - | - | - | - | - |
| ----- | ----- | - | - | - | - | - | - | - |
| 2 338 | 2 381 | - | - | - | - | - | - | - |

| selon la population municipale des années : | 1968 | 1975 | 1982 | 1990 | 1999 | 2006 | 2009 | 2013 |
| Rang de la commune dans le département      | 20   | 18   | 16   | 14   | 13   | 13   | 14   | 13   |
| Nombre de communes du département           | 340  | 328  | 330  | 332  | 332  | 332  | 332  | 332  |

### Enseignement
Verniolle dispose d'une école maternelle et d'une école élémentaire et fait partie de l'académie de Toulouse.

### Culture et festivités
Fête Locale organisée par le Comité des fêtes de la commune.

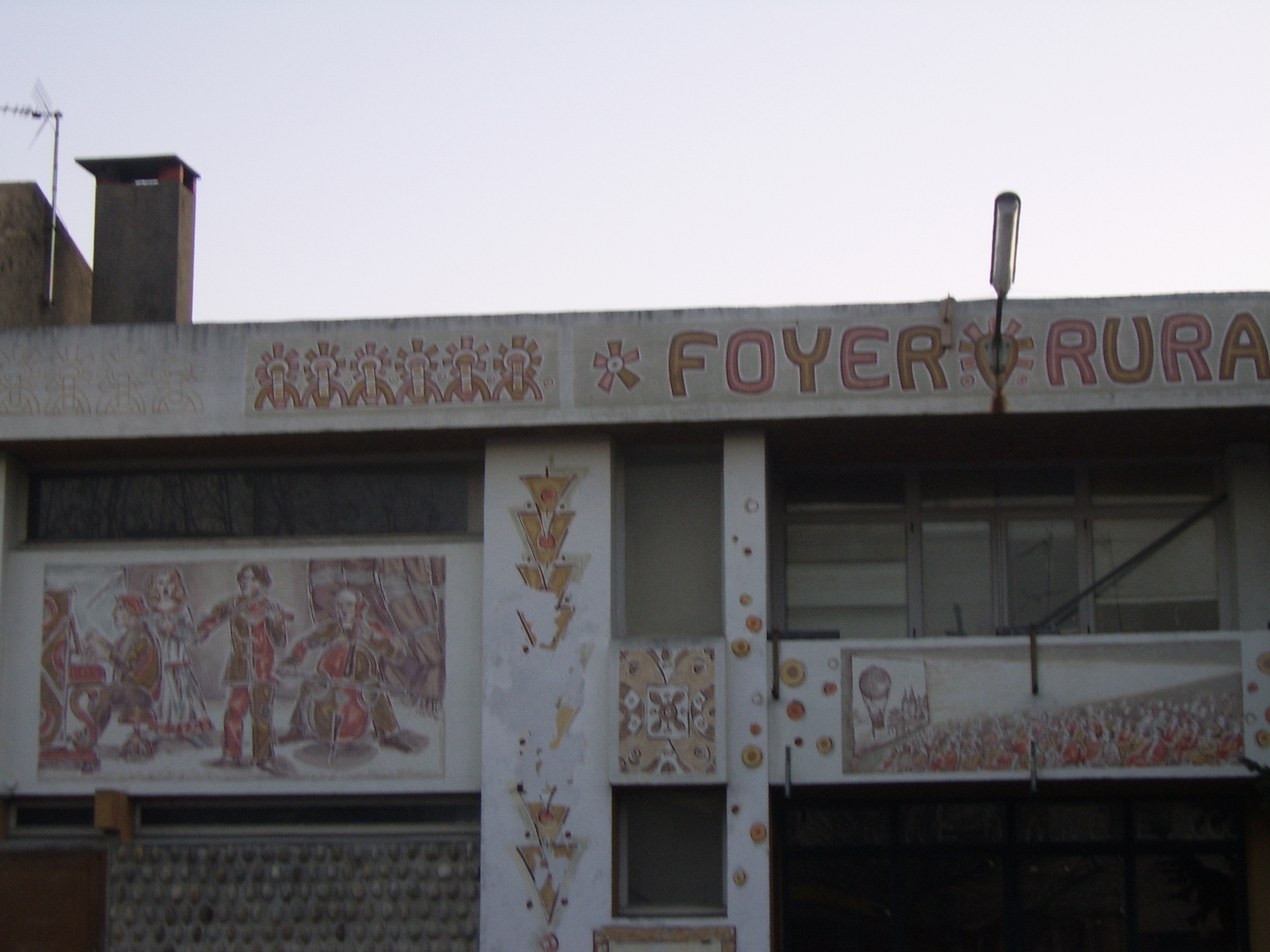
Détail de la façade du foyer rural.

### Activités sportives
- Gymnastique : club « Les Écureuils »
- Rugby à XV : Union Sportive Critourienne Verniollaise XV (USCV XV) équipe masculine fusionnée avec la ville voisine de La Tour du Crieu[54]
- Équitation : Club Hippique de Las Rives
- Boxe : Ring Verniollais
- Karaté : karaté Club Verniollais
- Pétanque : Pétanque Verniollaise
- Danse : Verniolle Danse
- Tennis : Tennis Club Verniollais

## Économie

### Revenus
En 2018, la commune compte 971 ménages fiscaux, regroupant 2 287 personnes. La médiane du revenu disponible par unité de consommation est de 22 560 € (19 820 € dans le département). 54 % des ménages fiscaux sont imposés (40,7 % dans le département).

### Emploi
| Division       | 2008  | 2013   | 2018   |
| -------------- | ----- | ------ | ------ |
| Commune        | 6,1 % | 7,2 %  | 9,2 %  |
| Département    | 8,9 % | 11,1 % | 11,2 % |
| France entière | 8,3 % | 10 %   | 10 %   |

En 2018, la population âgée de 15 à 64 ans s'élève à 1 337 personnes, parmi lesquelles on compte 76,4 % d'actifs (67,3 % ayant un emploi et 9,2 % de chômeurs) et 23,6 % d'inactifs,. Depuis 2008, le taux de chômage communal (au sens du recensement) des 15-64 ans est inférieur à celui de la France et du département.
La commune fait partie de la couronne de l'aire d'attraction de Pamiers, du fait qu'au moins 15 % des actifs travaillent dans le pôle,. Elle compte 1 120 emplois en 2018, contre 1 042 en 2013 et 763 en 2008. Le nombre d'actifs ayant un emploi résidant dans la commune est de 908, soit un indicateur de concentration d'emploi de 123,3 % et un taux d'activité parmi les 15 ans ou plus de 53,6 %.
Sur ces 908 actifs de 15 ans ou plus ayant un emploi, 195 travaillent dans la commune, soit 21 % des habitants. Pour se rendre au travail, 91,3 % des habitants utilisent un véhicule personnel ou de fonction à quatre roues, 1,1 % les transports en commun, 4,4 % s'y rendent en deux-roues, à vélo ou à pied et 3,2 % n'ont pas besoin de transport (travail au domicile).

### Activités hors agriculture
207 établissements sont implantés  à Verniolle au 31 décembre 2019. Le tableau ci-dessous en détaille le nombre par secteur d'activité et compare les ratios avec ceux du département,.
| Secteur d'activité                                                                                        | Commune | Commune | Département |
| Secteur d'activité                                                                                        | Nombre  | %       | %           |
| --- | ------- | ------- | ----------- |
| Ensemble                                                                                                  | 207     | 100 %   | (100 %)     |
| Industrie manufacturière, industries extractives et autres                                                | 19      | 9,2 %   | (12,9 %)    |
| Construction                                                                                              | 20      | 9,7 %   | (14,2 %)    |
| Commerce de gros et de détail, transports, hébergement et restauration                                    | 47      | 22,7 %  | (27,5 %)    |
| Information et communication                                                                              | 5       | 2,4 %   | (1,8 %)     |
| Activités financières et d'assurance                                                                      | 10      | 4,8 %   | (2,8 %)     |
| Activités immobilières                                                                                    | 9       | 4,3 %   | (4,2 %)     |
| Activités spécialisées, scientifiques et techniques et activités de services administratifs et de soutien | 43      | 20,8 %  | (13,2 %)    |
| Administration publique, enseignement, santé humaine et action sociale                                    | 30      | 14,5 %  | (14,4 %)    |
| Autres activités de services                                                                              | 24      | 11,6 %  | (8,8 %)     |

Le secteur du commerce de gros et de détail, des transports, de l'hébergement et de la restauration est prépondérant sur la commune puisqu'il représente 22,7 % du nombre total d'établissements de la commune (47 sur les 207 entreprises implantées  à Verniolle), contre 27,5 % au niveau départemental.
Les cinq entreprises ayant leur siège social sur le territoire communal qui génèrent le plus de chiffre d'affaires en 2020 sont : 
- Recaero, construction aéronautique et spatiale (23 980 k€) ;
- Lauralex, supermarchés (17 777 k€) ;
- SEAT Ventilation - Seat, fabrication d'équipements aérauliques et frigorifiques industriels (4 901 k€) ;
- Camille, restauration de type rapide (3 932 k€) ;
- Ariege Boissons Distribution - Abd, commerce de gros (commerce interentreprises) de boissons (3 620 k€).

Le parc technologique Delta Sud impulsé par le département de l'Ariège avec Ariège Expansion se trouve sur le territoire de la commune. Il compte des entreprises à haut savoir-faire comme Recaero (aviation), ARIA, BioMérieux (initialement Argene rachetée en 2011, cette unité a été particulièrement médiatisée en mars 2019 pour sa capacité à produire des tests de dépistage du Covid-19)...

### Agriculture
|                                   | 1988 | 2000 | 2010 |
| --------------------------------- | ---- | ---- | ---- |
| Exploitations                     | 35   | 15   | 9    |
| Superficie agricole utilisée (ha) | 895  | 915  | 518  |

La commune fait partie de la petite région agricole dénommée « Plaine de l'Ariège ». En 2010, l'orientation technico-économique de l'agriculture  sur la commune est la polyculture et le polyélevage. Neuf exploitations agricoles ayant leur siège dans la commune sont dénombrées lors du recensement agricole de 2010 (douze en 1988). La superficie agricole utilisée est de 518 ha.

## Culture locale et patrimoine

### Lieux et bâtiments
- Église Saint-Laurent reconstruite au XVIIe siècle.
- Ancienne maison forte de la famille d’Ornolac et sa tour du XVIIe siècle. Aujourd'hui maison de retraite.
- Château de Fiches, connu pour ses deux salons au plafond peint.
- Le pont dit « romain », plus probablement du XVIIIe siècle.

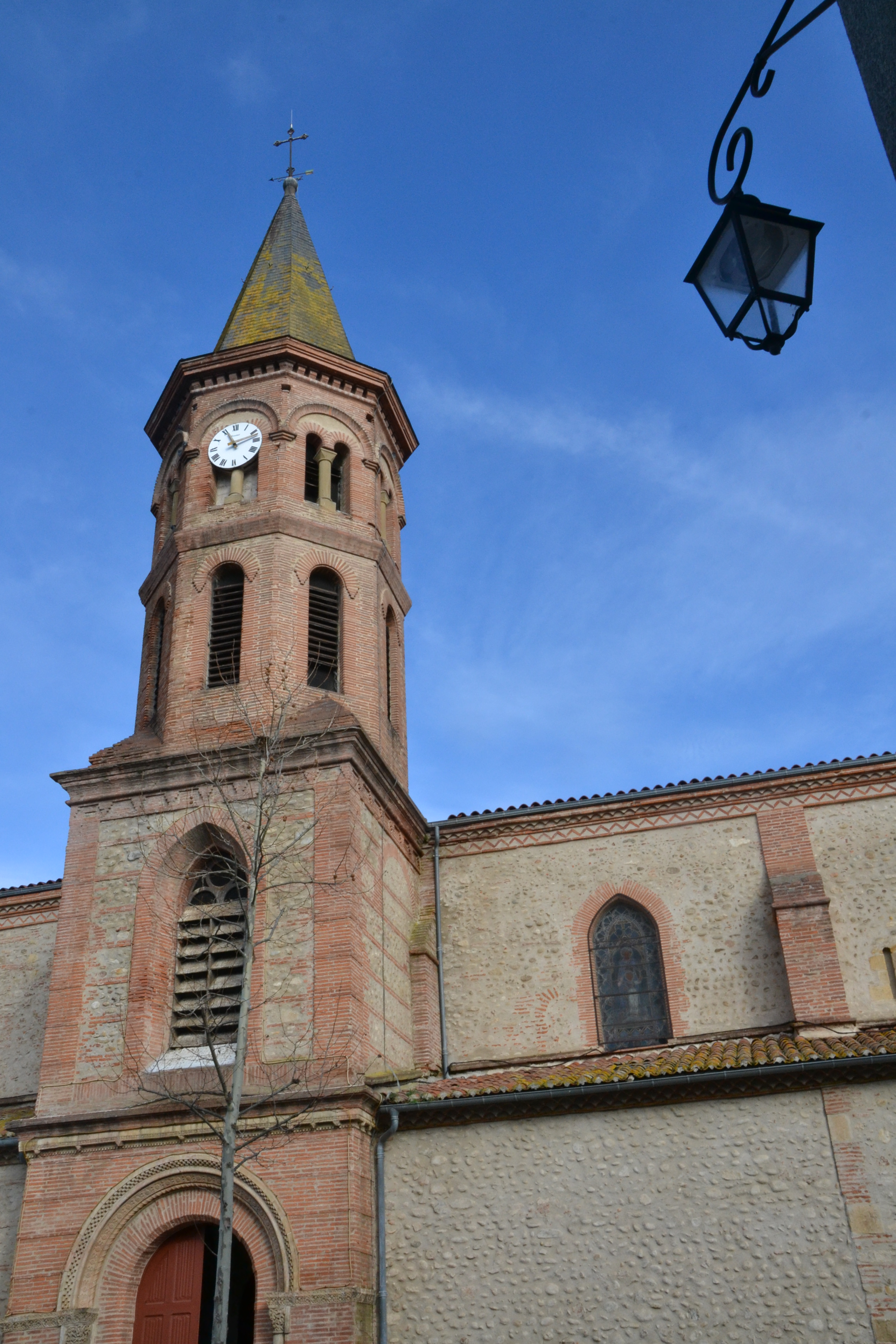
Église Saint-Laurent.
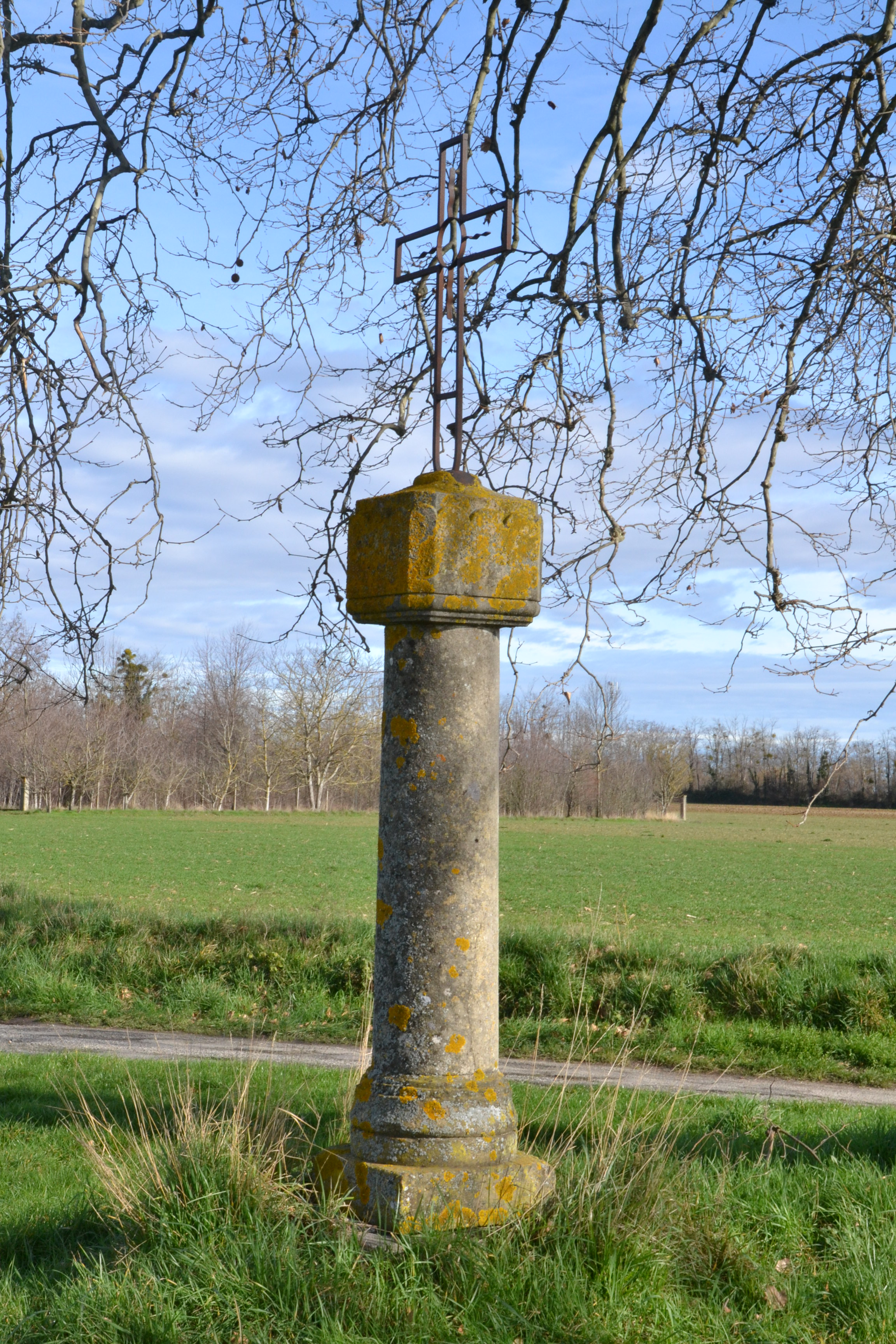
Croix près de Verniolle.
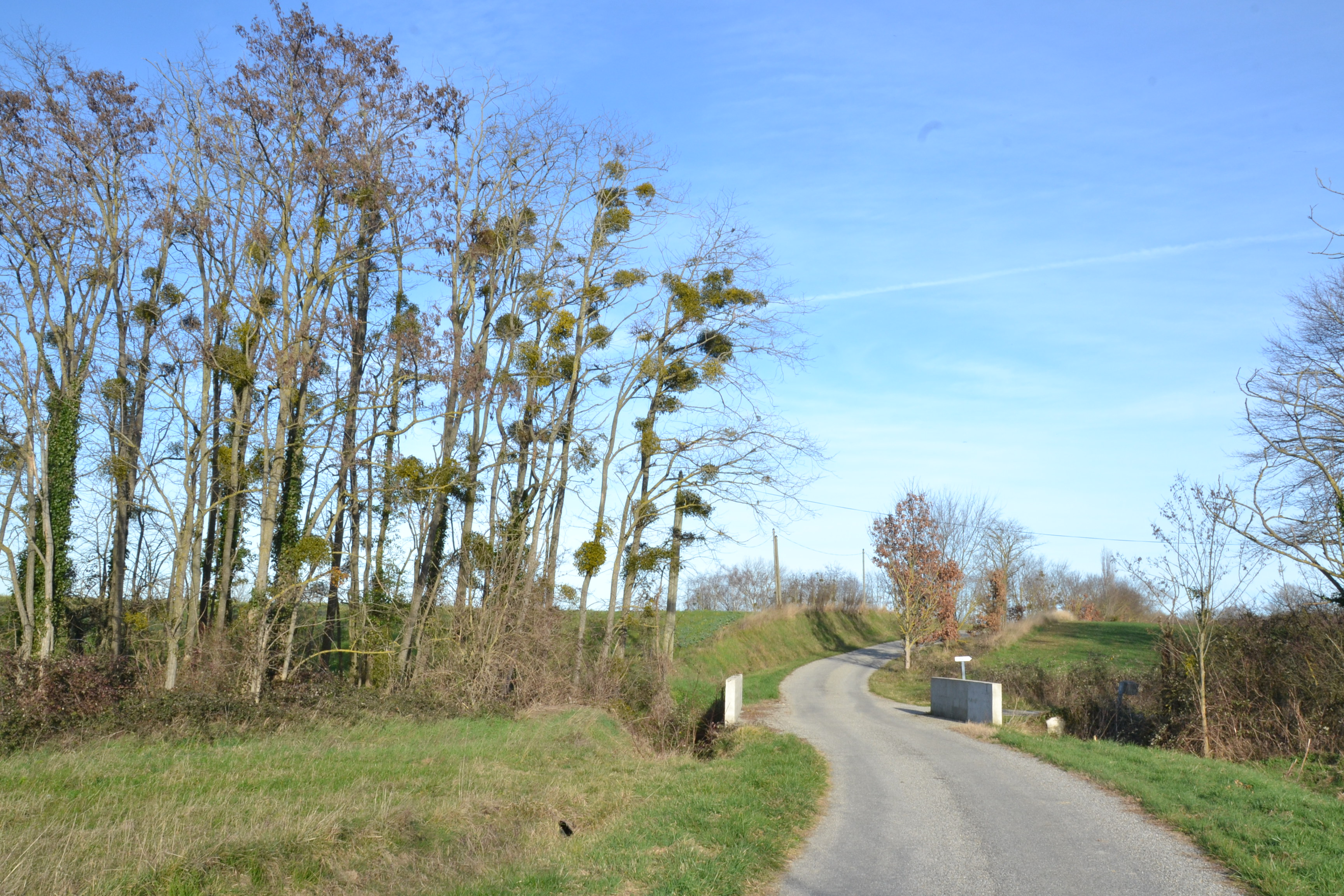
Ripisylve du ruisseau Fau.

### Personnalités liées à la commune
Diverses personnalités de renommée départementale ou régionale sont associées au territoire de la commune, soit parce qu’elles ont contribué à son histoire, soit parce qu’elles y ont vécu.
- Gabriel Fauré (1845-1924), pianiste, organiste et compositeur français naît le 12 mai 1845 à Pamiers (Ariège)[61] et vit ensuite à Verniolle où il fait ses premiers pas musicaux au piano et à l’harmonium[62].
- Adelin Moulis (1896-1996) est un poète, historien et folkloriste, qui a rédigé des ouvrages d'érudition sur l'Ariège et recueilli de nombreux contes traditionnels de ce département. Il a pris sa retraite à Verniolle»[63]. Une rue dénommée « Place Adelin Moulis » lui est consacrée.

- Herminia Muñoz (1927-2013) est une ancienne résistante. En avril 1943, Herminia Muñoz intègre les rangs des maquisards en tant qu'agent de liaison, avec le grade de sergent, à la demande de l'état-major de la 3e Brigade des guérilleros espagnols. Pendant des années, elle effectue des missions entre Foix et Toulouse. Elle est faite chevalier de la légion d'honneur en août 2009[64]. Une école élémentaire de Verniolle est nommée en son honneur en 2009[65],[66].
- Claude Delpla (1934-2017) est un historien occitaniste. Il participe notamment à l'ouvrage « Histoire d'Occitanie », publié en 1979, où il écrit les chapitres sur le Haut Moyen-âge, la Révolution Française, les XIXe et XXe siècles, et contribue également à la création du CAPES d'Occitan en 1992. Il publie dans la Dépêche du Midi une série d’articles sur les rues de Foix, regroupés dans un ouvrage publié sous le titre « Dans les rues de Foix »[67]. Historien de la Résistance dans les Pyrénées ariégeoises de 1939 à 1945, il recueille les témoignages et les archives originales de nombreux Résistants et écrit en particulier l’ouvrage « La libération de l'Ariège »[68]. ll est inhumé dans le cimetière communal[69].

### Héraldique
| Blason | Blasonnement : Écartelé : au 1er de gueules à l'église du lieu d'or, au 2e d'or à la grappe de raisin de pourpre feuillée de sinople, au 3e d'or à deux feuilles de vergne de sinople posées en chevron couché, au 4e de gueules au pont isolé d'une arche d'or, maçonné de sable. |